# Vredo

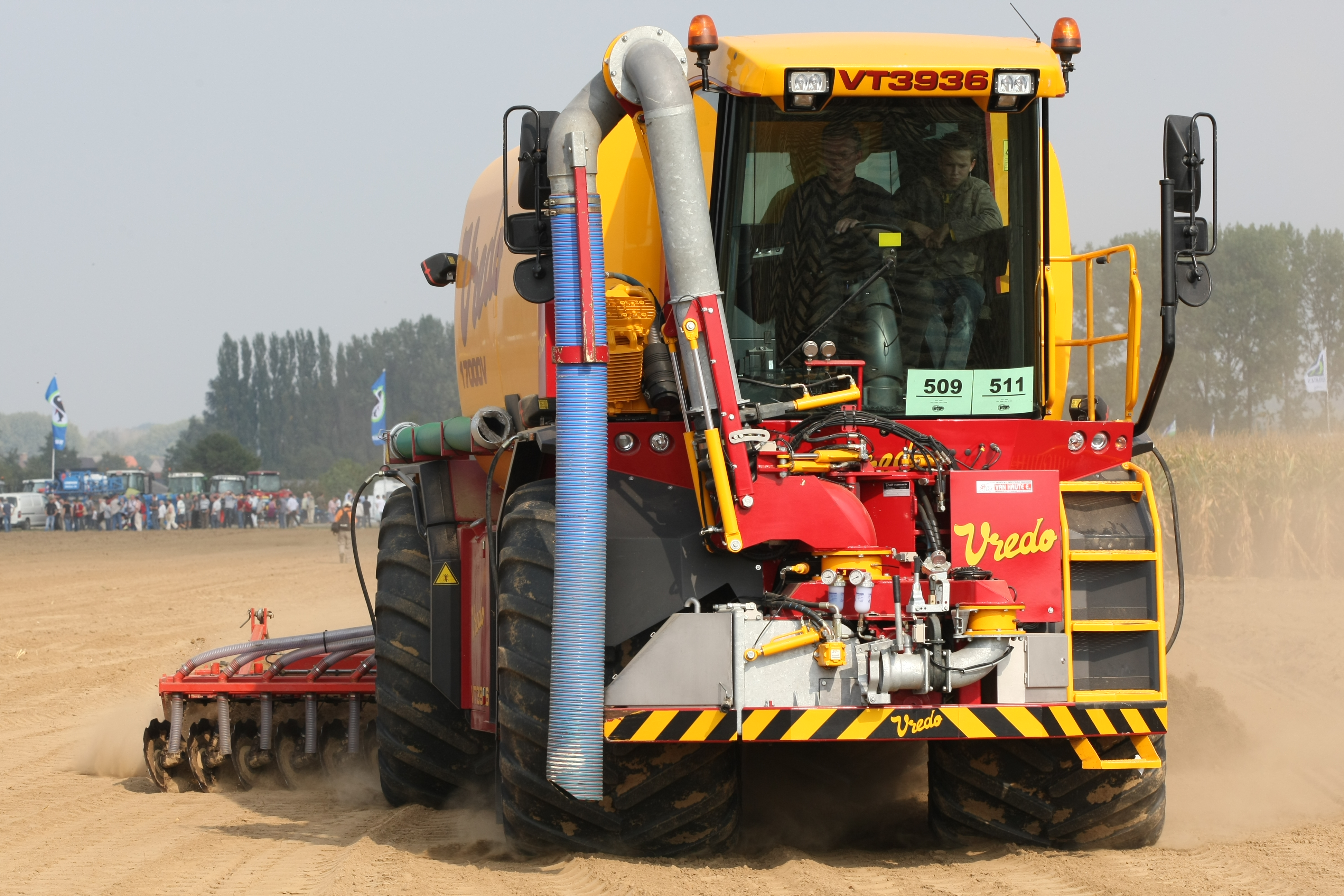
Vredo Trac 3936 bei den Werktuigendagen

Die Vredo Dodewaard B.V.  ist ein niederländisches Maschinenbauunternehmen. Neben Sämaschinen baut Vredo Spezialfahrzeuge für kommunale Aufgaben sowie landwirtschaftliche Systemfahrzeuge.

## Geschichte
Seit etwa 1975 baut Vredo Sämaschinen, seit 1992 Jahren auch als selbstfahrende Arbeitsmaschine Vredo Trac.

## Modelle
Der VT 2716 ist ein Modell für den Kommunaleinsatz und ist mit einem 275-PS-Motor ausgerüstet. Je nach Kundenwunsch beträgt die Höchstgeschwindigkeit bis zu 80 km/h.
Der VT 3936 ist seit 2003 im Produktionsprogramm und dient vor allem als Trägerfahrzeug für Gülletechnik. Mit einer Nutzlast von 27 Tonnen wird er in der Regel mit einem 19 m³ Tank ausgerüstet. Der Motor leistet 408 PS.
Ab der Saison 2012 bietet Vredo mit dem VT 5518 einen größeren trac an, der mit einem 30 m³ Gülletank ausgerüstet werden kann.